# СРСР на літніх Олімпійських іграх 1964
СРСР на Літніх олімпійських ігор 1964 представляло 319 спортсменів. СРСР посів друге місце в загальній кількості виграних медалей.
На цих іграх радянські спортсмени вперше виграли медалі у дзюдо (4 бронзи) та волейболі, який дебютував так само. СРСР із волейболу стала першим в історії олімпійським чемпіоном, а жіноча збірна здобула срібло. Баскетболісти виграли четверте поспіль срібло, на третій поспіль ватерболісти здобули бронзу. Вперше в історії було завойовано золото у плаванні. 
Загалом медалі були виграні у 18 видах спорту, з них золото у 11 видах (легка та важка атлетика, волейбол, спортивна гімнастика, веслування на байдарках та каное, академічне веслування, п'ятиборство, фехтування, бокс, плавання, боротьба).

## Медалісти
| Медаль | Спортсмен | Вид спорту                       | Дисципліна                              |
| ------ | --- | -------------------------------- | --------------------------------------- |
| Золото | Станіслав Степашкін | Бокс                             | Чоловіки, напівлегка вага               |
| Золото | Борис Лагутін | Бокс                             | Чоловіки, 1-а середня вага              |
| Золото | Валерій Попенченко | Бокс                             | Чоловіки, 2-а середня вага              |
| Золото | Олександр Медведь | Вільна боротьба                  | Чоловіки, до 97 кг                      |
| Золото | Олександр Іваницький | Вільна боротьба                  | Чоловіки, понад 97 кг                   |
| Золото | Анатолій Колесов | Греко-римська боротьба           | Чоловіки, до 78 кг                      |
| Золото | Юрій Венгеровський Дмитро Воскобойніков Іванс Бугаєнковс Микола Буробін Валерій Калачихін Важа Качарава Віталій Коваленко Станіслав Люгайло Георгій Мондзолевський Юрій Поярков Едуард Сибіряків Юрій Чесноков | Волейбол                         | Чоловіки                                |
| Золото | Борис Шахлін | Спортивна гімнастика             | Чоловіки, перекладина                   |
| Золото | Олена Волчецька Полина Астахова Людмила Громова Тамара Замотайлова Лариса Латиніна Тамара Маніна | Спортивна гімнастика             | Жінки, командні змагання                |
| Золото | Лариса Латиніна | Спортивна гімнастика             | Жінки, вільні вправи                    |
| Золото | Поліна Астахова | Спортивна гімнастика             | Жінки, бруси                            |
| Золото | В'ячеслав Іванов | Академічне веслування            | Чоловіки, одинак                        |
| Золото | Олег Тюрін Борис Дубровський | Академічне веслування            | Чоловіки, двійка парна                  |
| Золото | Микола Чужиков Анатолій Гришин В'ячеслав Іонов Володимир Морозов | Веслування на байдарках та каное | Чоловіки, байдарка-четвірка, 1000 м     |
| Золото | Андрій Хіміч Степан Ощепков | Веслування на байдарках та каное | Чоловіки, каное-двійка, 1000 м          |
| Золото | Людмила Хведосюк | Веслування на байдарках та каное | Жінки, байдарка-одинак, 500 м           |
| Золото | Валерій Брумель | Легка атлетика                   | Чоловіки, стрибки висотою               |
| Золото | Ромуальд Клим | Легка атлетика                   | Чоловіки, метання молота                |
| Золото | Тамара Пресс | Легка атлетика                   | Жінки, штовхання ядра                   |
| Золото | Тамара Пресс | Легка атлетика                   | Жінки, метання диска                    |
| Золото | Ірина Пресс | Легка атлетика                   | Жінки, п'ятиборство                     |
| Золото | Галина Прозуменщикова | Плавання                         | Жінки, 200 м, брас                      |
| Золото | Ігор Новіков Віктор Мінєєв Альберт Мокєєв | Сучасне п'ятиборство             | Чоловіки, командна першість             |
| Золото | Олексій Вахонін | Важка атлетика                   | Чоловіки, до 56 кг                      |
| Золото | Рудольф Плюкфельдер | Важка атлетика                   | Чоловіки, до 82,5 кг                    |
| Золото | Володимир Голованов | Важка атлетика                   | Чоловіки, до 90 кг                      |
| Золото | Леонід Жаботинський | Важка атлетика                   | Чоловіки, понад 90 кг                   |
| Золото | Марк Мідлер Герман Свєшніков Юрій Сісікін Віктор Жданович Юрій Шаров | Фехтування                       | Чоловіки, рапіра, командні змагання     |
| Золото | Григорій Крісс | Фехтування                       | Чоловіки, шпага                         |
| Золото | Нугзар Асатіані Умяр Мавліханов Борис Мельников Марк Ракита Яків Рильський | Фехтування                       | Чоловіки, шабля, командні змагання      |
| Срібло | Микола Баглей Арменак Алачачян Геннадій Вольнов Калниньш Юріс Яак Ліпсо Юрій Корнєєв Яніс Круміньш Олександр Петров Леван Мосешвілі Валдіс Муйжнієкс Олександр Травін В'ячеслав Хринін                         | Баскетбол                        | Чоловіки                                |
| Срібло | Веліктон Баранников | Бокс                             | Чоловіки, легка вага                    |
| Срібло | Євгеній Фролов | Бокс                             | Самці, до 63,5 кг                       |
| Срібло | Річардас Тамуліс | Бокс                             | Самці, до 67 кг                         |
| Срібло | Кисельов Олексій | Бокс                             | Чоловіки, 2-я середня вага              |
| Срібло | Гурам Сагарадзе | Вільна боротьба                  | Самці, до 78 кг                         |
| Срібло | Владлен Тростянський | Греко-римська боротьба           | Самці, до 57 кг                         |
| Срібло | Роман Руруа | Греко-римська боротьба           | Самці, до 63 кг                         |
| Срібло | Анатолій Рощин | Греко-римська боротьба           | Чоловіки, понад 97 кг                   |
| Срібло | Імант Боднієкс Віктор Логунов | Велоспорт                        | Чоловіки, тандем, 2000 м                |
| Срібло | Неллі Абрамова Астра Більтауер Людмила Булдакова Людмила Гурєєва Валентина Каменек Марита Катушева Нінель Луканіна Валентина Мишак Тетяна Рощина Антоніна Рижова Інна Рискаль Тамара Тихоніна                  | Волейбол                         | Жінки                                   |
| Срібло | Віктор Лисицький | Спортивна гімнастика             | Чоловіки, багатоборство                 |
| Срібло | Борис Шахлін | Спортивна гімнастика             | Чоловіки, багатоборство                 |
| Срібло | Віктор Лисицький Борис Шахлін Сергій Діомідов Віктор Леонтьєв Юрій Цапенко Юрій Титов | Спортивна гімнастика             | Чоловіки, командні змагання             |
| Срібло | Віктор Лисицький | Спортивна гімнастика             | Чоловіки, вільні вправи                 |
| Срібло | Віктор Лисицький | Спортивна гімнастика             | Чоловіки, опорний стрибок               |
| Срібло | Юрій Титов | Спортивна гімнастика             | Чоловіки, перекладина                   |
| Срібло | Лариса Латиніна | Спортивна гімнастика             | Жінки, багатоборство                    |
| Срібло | Поліна Астахова | Спортивна гімнастика             | Жінки, вільні вправи                    |
| Срібло | Лариса Латиніна | Спортивна гімнастика             | Жінки, опорний стрибок                  |
| Срібло | Тамара Маніна | Спортивна гімнастика             | Жінки, колода                           |
| Срібло | Олег Федосєєв | Легка атлетика                   | Чоловіки, потрійний стрибок             |
| Срібло | Рейн Аун | Легка атлетика                   | Чоловіки, десятиборство                 |
| Срібло | Георгій Прокопенко | Плавання                         | Чоловіки, 200 м, брас                   |
| Срібло | Ігор Новіков | Сучасне п'ятиборство             | Чоловіки, особиста першість             |
| Срібло | Шота Квеліашвілі | Стрільба кульова                 | Чоловіки, довільна гвинтівка, 3х40      |
| Срібло | Павло Сеничев | Стендова стрілянина              | Чоловіки, траншейний щит                |
| Срібло | Володимир Каплунов | Важка атлетика                   | Чоловіки, до 67,5 кг                    |
| Срібло | Віктор Куренцов | Важка атлетика                   | Чоловіки, до 75 кг                      |
| Срібло | Юрій Власов | Важка атлетика                   | Чоловіки, понад 90 кг                   |
| Срібло | Галина Горохова Валентина Прудскова Тетяна Самусенко Валентина Растворова Людмила Шишова | Фехтування                       | Жінки, рапіра, командні змагання        |
| Бронза | Станіслав Сорокін | Бокс                             | Чоловіки, до 51 кг                      |
| Бронза | Вадим Ємельянов | Бокс                             | Чоловіки, понад 81 кг                   |
| Бронза | Айдин Ібрагімов | Вільна боротьба                  | Чоловіки, до 57 кг                      |
| Бронза | Нодар Хохашвілі | Вільна боротьба                  | Чоловіки, до 63 кг                      |
| Бронза | Давид Гванцеладзе | Греко-римська боротьба           | Чоловіки, до 70 кг                      |
| Бронза | Віктор Агєєв Едуард Єгоров Зенон Борткевич Ігор Грабовський Борис Гришин Микола Калашніков Микола Кузнєцов Володимир Кузнєцов Борис Попов Леонід Осипов Володимир Семенов                                      | Водне поло                       | Чоловіки                                |
| Бронза | Юрій Цапенко | Спортивна гімнастика             | Чоловіки, кінь                          |
| Бронза | Борис Шахлін | Спортивна гімнастика             | Чоловіки, кільця                        |
| Бронза | Поліна Астахова | Спортивна гімнастика             | Жінки, багатоборство, особиста першість |
| Бронза | Лариса Латиніна | Спортивна гімнастика             | Жінки, бруси                            |
| Бронза | Лариса Латиніна | Спортивна гімнастика             | Жінки, колода                           |
| Бронза | Євгеній Пєняєв | Веслування на байдарках та каное | Чоловіки, каное-одинак, 1000 м          |
| Бронза | Арон Боголюбов | Дзюдо                            | Чоловіки, до 68 кг                      |
| Бронза | Олег Степанов | Дзюдо                            | Чоловіки, до 68 кг                      |
| Бронза | Анзор Кікнадзе | Дзюдо                            | Чоловіки, понад 80 кг                   |
| Бронза | Парнаоз Чіквіладзе | Дзюдо                            | Чоловіки, понад 80 кг                   |
| Бронза | Сергій Філатов | Кінний спорт                     | Чоловіки, виїздка, особиста першість    |
| Бронза | Іван Калита Іван Кизимов Сергій Філатов | Кінний спорт                     | Чоловіки, виїздка, командна першість    |
| Бронза | Анатолій Михайлов | Легка атлетика                   | Чоловіки, біг 110 м з бар'єрами         |
| Бронза | Іван Бєляєв | Легка атлетика                   | Чоловіки, біг 3000 м із перешкодами     |
| Бронза | Володимир Голубничий | Легка атлетика                   | Чоловіки, ходьба 20 км                  |
| Бронза | Ігор Тер-Ованесян | Легка атлетика                   | Чоловіки, стрибки завдовжки             |
| Бронза | Віктор Кравченко | Легка атлетика                   | Чоловіки, потрійний стрибок             |
| Бронза | Яніс Лусіс | Легка атлетика                   | Чоловіки, метання списа                 |
| Бронза | Таїсія Ченчик | Легка атлетика                   | Жінки, стрибки у висоту                 |
| Бронза | Тетяна Щелканова | Легка атлетика                   | Жінки, стрибки завдовжки                |
| Бронза | Галина Зибіна | Легка атлетика                   | Жінки, штовхання ядра                   |
| Бронза | Олена Горчакова | Легка атлетика                   | Жінки, метання списа                    |
| Бронза | Галина Бистрова | Легка атлетика                   | Жінки, п'ятиборство                     |
| Бронза | Світлана Бабаніна | Плавання                         | Жінки, 200 м, брас                      |
| Бронза | Тетяна Савельєва Світлана Бабаніна Тетяна Дев'ятова Наталія Устинова | Плавання                         | Жінки, комбінована естафета 4х100 м     |
| Бронза | Галина Алексєєва | Стрибки у воду                   | Жінки, вишка                            |
| Бронза | Альберт Мокєєв | Сучасне п'ятиборство             | Чоловіки                                |
| Бронза | Гурам Костава | Фехтування                       | Чоловіки, шпага, особиста першість      |
| Бронза | Умяр Мавліханов | Фехтування                       | Чоловіки, шабля, особиста першість      |

### Спортсмени з кількома медалями
| Ім'я             | Вид спорту     |   |   |   | Разом |
| ---------------- | -------------- | - | - | - | ----- |
| Лариса Латиніна  | Гімнастика     | 2 | 2 | 2 | 6     |
| Поліна Астахова  | Гімнастика     | 2 | 1 | 1 | 4     |
| Борис Шахлін     | Гімнастика     | 2 | 1 | 1 | 4     |
| Виктор Лисицький | Гімнастика     |   | 4 |   | 4     |
| Тамара Пресс     | Гімнастика     | 2 |   |   | 2     |
| Тамара Маніна    | Гімнастика     | 1 | 1 |   | 2     |
| Ігор Новіков     | Гімнастика     | 1 | 1 |   | 2     |
| Альберт Мокєєв   | Легка атлетика | 1 |   | 1 | 2     |
| Умяр Мавліханов  | Гімнастика     | 1 |   | 1 | 2     |

## Медалі з видів спорту
| Спорт                            | Золото | Срібло | Бронза | Загалом |
| Легка атлетика                   | 5      | 2      | 11     | 18      |
| Спортивна гімнастика             | 4      | 10     | 5      | 19      |
| Важка атлетика                   | 4      | 3      | 0      | 7       |
| Боротьба                         | 3      | 4      | 3      | 10      |
| Бокс                             | 3      | 4      | 2      | 9       |
| Фехтування                       | 3      | 1      | 2      | 6       |
| Веслування на байдарках та каное | 3      | 0      | 1      | 4       |
| Академічне веслування            | 2      | 0      | 0      | 2       |
| Плавання                         | 1      | 1      | 2      | 4       |
| Сучасне п'ятиборство             | 1      | 1      | 1      | 3       |
| Волейбол                         | 1      | 1      | 0      | 2       |
| Стрільба                         | 0      | 2      | 0      | 2       |
| Баскетбол                        | 0      | 1      | 0      | 1       |
| Велоспорт                        | 0      | 1      | 0      | 1       |
| Дзюдо                            | 0      | 0      | 4      | 4       |
| Кінний спорт                     | 0      | 0      | 2      | 2       |
| Стрибки у воду                   | 0      | 0      | 1      | 1       |
| Водне поло                       | 0      | 0      | 1      | 1       |

## Здобутки

### Республік
| Місце | Країна              | Золото | Срібло | Бронза | Загалом |
| ----- | ------------------- | ------ | ------ | ------ | ------- |
| 1     | РРФСР               | 36     | 26     | 30     | 92      |
| 2     | Українська РСР      | 18     | 13     | 9      | 40      |
| 3     | Білоруська РСР      | 3      | 2      | 0      | 5       |
| 4     | Грузинська РСР      | 2      | 4      | 5      | 11      |
| 5     | Латвійська РСР      | 0      | 5      | 1      | 6       |
| 6     | Литовська РСР       | 0      | 1      | 0      | 1       |
| 7     | Естонська РСР       | 0      | 2      | 0      | 2       |
| 8     | Азербайджанська РСР | 0      | 4      | 3      | 7       |
| 9     | Казахська РСР       | 1      | 1      | 1      | 3       |
| 10    | Туркменська РСР     | 1      | 0      | 0      | 1       |
| 11    | Узбецька РСР        | 0      | 1      | 1      | 2       |
| 12    | Вірменська РСР      | 0      | 1      | 0      | 1       |

### Автономних республік
| Місце | Країна         | Золото | Срібло | Бронза | Загалом |
| ----- | -------------- | ------ | ------ | ------ | ------- |
| 1     | Бурятська АРСР | 0      | 1      | 0      | 1       |

## Здобутки українських спортсменів
Українські спортсмени виступали на Олімпіаді у складі збірної СРСР.
 Олімпійськими чемпіонами стали:
- Медведь Олександр Васильович (Вільна боротьба — до 97 кг)
- Іваницький Олександр Володимирович (Вільна Боротьба — понад 97 кг)
- Венгеровський Юрій Наумович (Волейбол)
- Люгайло Станіслав Антонович (Волейбол)
- Поярков Юрій Михайлович (Волейбол)
- Шахлін Борис Анфіянович (Спортивна гімнастика — перекладина)
- Титов Юрій Євлампійович (Спортивна гімнастика — командний залік, перекладина)[2]
- Астахова Поліна Григорівна (Спортивна гімнастика — командний залік, вільні вправи)
- Латиніна Лариса Семенівна (Спортивна гімнастика — командний залік, вільні вправи)
- Хіміч Андрій Іванович (Веслування на байдарках і каное — 1000 метрів [1 км])
- Пресс Тамара Натанівна (легка атлетика — ядро, диск)
- Пресс Ірина Натанівна (легка атлетика — п'ятиборство)
- Мінеєв Віктор Олександрович (спільне п'ятиборство)
- Плюкфельдер Рудольф Володимирович (Важка атлетика — до 82,5 кг)
- Жаботинський Леонід Іванович (Важка атлетика — понад 90 кг)
- Крісс Григорій Якович (Фехтування — шпага)

 Срібними призерами стали
- Баглей Микола Львович (Баскетбол)
- Тростянський Владлен Костянтинович (Греко-римська боротьба, до 57 кг)
- Гуреєва Людмила Миколаївна (Волейбол)
- Мишак Валентина Григорівна (Волейбол)
- Шахлін Борис Анфіянович (Спортивна гімнастика — командний залік, абсолютний залік)
- Латиніна Лариса Семенівна (Спортивна гімнастика — Абсолютний залік, опорний залік)
- Астахова Поліна Григорівна (Спортивна гімнастика — вільні вправи)
- Прокопенко Георгій Якович (Плавання — 200 м, брас)
- Юрій Петрович Власов (Важка атлетика — понад 90 кг)
- Растворова Валентина Ксенофонтівна (Фехтування — командні змагання, рапіра)

 Бронзовими призерами стали:
- Шахлін Борис Анфіянович (Спортивна гімнастика — кільця)
- Астахова Поліна Григорівна (Спортивна гімнастика — Абсолютний залік)
- Латиніна Лариса Семенівна (Спортивна гімнастика — бруси, вправи на колоді)
- Бєляєв Іван Павлович (Легка атлетика — 3000 м [3 км] з/п)
- Володимир Степанович Голубничий (Легка атлетика — ходьба 20 км)
- Тер-Ованесян Ігор Арамович (Легка атлетика — стрибки в довжину)
- Ченчик Таїсія Пилипівна (Легка атлетика — стрибки у висоту)
- Дев'ятова Тетяна Миколаївна (Плавання — 4×100 м, змішана)